# عتود (الضليعة)

تعديل مصدري - تعديل

عتود هي إحدى قرى عزلة الضليعة بمديرية الضليعة التابعة لمحافظة حضرموت، بلغ تعداد سكانها 870 نسمة حسب تعداد اليمن لعام 2004.